# موسیان
موسیان شهری در مرکز بخش موسیان شهرستان دهلران استان ایلام ایران است. این شهر در منطقه باستانی موسیان در کنار مرز عراق جای دارد و فاصله آن از شهر دهلران کمتر از ۲۲ کیلومتر است. آثار باستانی بسیاری از دوران تمدن‌های ایلام، ماد، هخامنشی و ساسانی در این منطقه وجود دارد که تاکنون مورد توجه قرار نگرفته‌اند. رودخانه‌ای به نام دویرج از کنار این شهر می‌گذرد و آب‌وهوای آن در زمستانها معتدل و در تابستانها بسیار گرم است. نام این شهر در گذشته موسی ایان بوده که با گذشت زمان تبدیل به موسیان شده‌است. بخشدار موسیان در حال حاضر آقای ایرج جام خانه است.

## اقتصاد
منطقه موسیان درای منابع عظیم نفت و گاز است. بسیاری از این حوزه‌های نفتی با کشور عراق مشترک هستند. هم‌اکنون عملیات استخراج نفت در شماری از این حوزه‌ها از جمله حوزه‌های نفتی بیات، دال پری، دانان و چشمه شیرین انجام می‌گیرد.
منطقه موسیان همچنین منطقه‌ای حاصلخیز از حیث کشاورزی است. آب و هوای گرم منطقه و وجود منابع آب سطحی و زیر زمینی، امکان کاشت بسیاری از فراورده‌ها را فراهم آورده‌است. از مهم‌ترین فرآورده‌های این منطقه می‌توان گندم، جو، ذرت، کنجد، صیفی‌جات، دانه‌های روغنی، سیب‌زمینی، پیاز، انواع سبزیجات، خرما و مرکبات را نام برد.

## مردم
مردم موسیان عموما لر هستند و به زبان گویش بالاگریوه‌ای زبان لری سخن می‌گویند همچنین اقلیتی از مردم عرب در روستاهای هم مرز عراق زندگی می کنند.
عمده مردم شهر موسیان از طایفه کاووسی و دیناروند و طوایفی که جمعیت انها در موسیان محدود هست همچون ، گلالزیری و مال‌ملایی هستند.

## تاریخچه
و در سال‌های ۱۳۵۱ و ۱۳۵۲ مسئولان وقت در محل فعلی شهر ساختمان‌سازی کردند و با این کار هسته شهرنشینی تشکیل شد. شهرداری موسیان در تاریخ ۱۳۴۵ خورشیدی تأسیس گردید. این منطقه در سال ۱۳۵۹ و در جریان جنگ ایران و عراق به اشغال شد که در نتیجه شهر موسیان و روستاهای اطراف آن ویران شدند. که با تصرف دوباره از سوی عراق تمامی بازسازی به‌طور ۱۰۰ درصد تخریب شد. پس از پایان جنگ منطقه بازسازی شده و از نو رونق گرفته‌است.